# Fritz Gablonsky

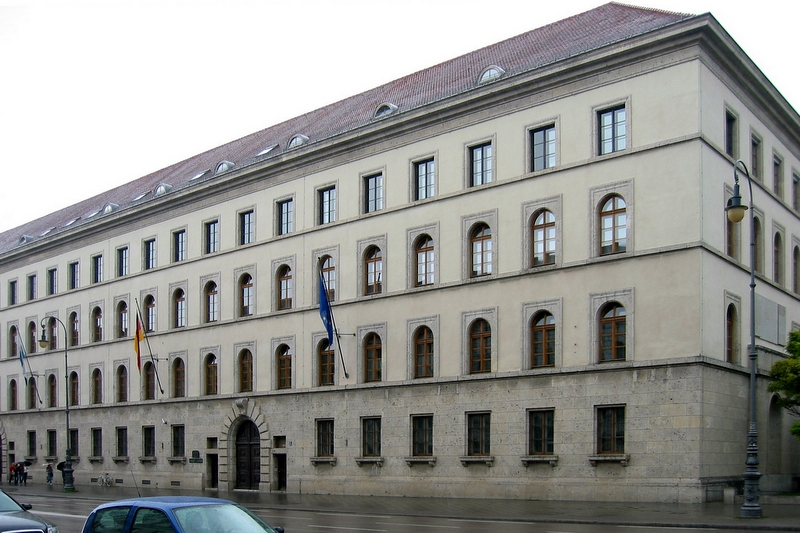
Ehem. Zentralministerialgebäude in München

Fritz Gablonsky (* 26. Juli 1876 in München; † 1971; eigentlich: Friedrich Gablonsky) war ein deutscher Architekt, Baubeamter und Hochschullehrer.

## Leben
Gablonsky war Mitglied im Deutschen Werkbund und arbeitete als Oberregierungsrat in der staatlichen Bauverwaltung in München. 1938 wurde er auf einen Lehrstuhl der Architektur-Abteilung an der Technischen Hochschule München berufen, wo der nationalsozialistische Architekt den modernistischen Adolf Abel ersetzen sollte. Gablonsky war an zahlreichen Neubauplanungen des NS-Regimes beteiligt.
1931 baute er für die Studentenverbindung Bavaria die Kaulbachvilla um und wandelte das Atelier des Künstlers in einen Festsaal um. Auch der Umbau für NS-Gauleiter Adolf Wagner sechs Jahre später lag in der Verantwortung von Gablonsky. Im selben Jahr baute er ebenfalls das Prinz-Carl-Palais zum Gästehaus der NSDAP um, das unter anderem von Benito Mussolini regelmäßig besucht wurde. Die von ihm neu geschaffene Nordfassade des Gebäudes orientiert sich dabei an der von Fischer entworfenen Südfassade.
1934 erteilte Gablonsky als Leiter des Entwurfsbüros der Obersten Baubehörde im Innenministerium die Baugenehmigung für den Bau der beiden Ehrentempel am Königsplatz, für ihn „als Platzabschluss in dem Raum zwischen dem Führerbau und dem Verwaltungsbau architektonisch und städtebaulich notwendig“.
Er lebte später in Forst bei Wessobrunn. Gablonskys Nachlass wird im Architekturmuseum der Technischen Universität München aufbewahrt.

## Werk (Auswahl)
- 1910: Oberrealschule in Würzburg am Sanderring
- 1912: Heil- und Pflegeanstalt in Lohr am Main mit Krankenhauskirche St. Elisabeth
- 1931: Umbau der Kaulbachvilla in München im Auftrag des Corps Bavaria
- 1937: Erweiterung des Prinz-Carl-Palais in München
- 1938–1939: Zentralministerialgebäude (heutiges Bayerisches Staatsministerium für Ernährung, Landwirtschaft und Forsten) in München, Ludwigstraße 2
- 1939–1941: Entwurf zur Erweiterung der Glyptothek in München (nicht ausgeführt)

## Schriften
- Baugeschichte des Kaulbachhauses in München. München 1940.